# Torx

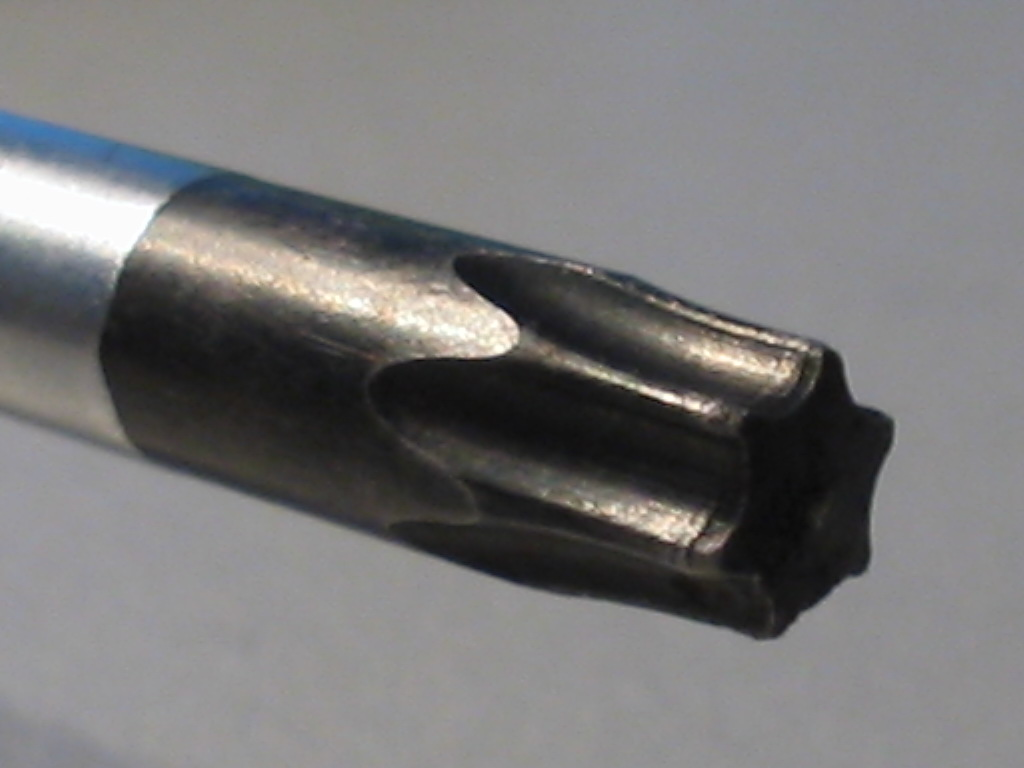
Torxmejsel

Torx är en typ av grepp på skruv där skruvhuvudet har en stjärnformig sexuddig försänkning. Systemet utvecklades från 1967 av det amerikanska företaget Textron, och har nu standardiserats av Internationella standardiseringsorganisationen som ISO 10664 sextandhålsgrepp för skruvar. Storleken på torx skiljer sig inte mellan länder som använder metriska systemet eller till exempel traditionella amerikanska mått.
Torxskruven är konstruerad för att fungera bättre än traditionella skruvar vid automatiserad skruvning. Den används ofta i motorrelaterade föremål, samt i cyklar och datorer. En av fördelarna med systemet är att skruvmejseln har svårt att ”hoppa ur” skruven, vilket innebär att skruven kan dras åt till ett högre moment än vad som annars hade varit möjligt.
Ytterligare en fördel med lösningen är att man måste ha precis rätt storlek på mejsel och huvud för att det ska fungera vilket minskar risken för att skruvskallen eller torxmejseln skadas, något som är mycket vanligt när insexmejslar ämnade för tum används till millimeterinsexskruvar eller tvärt om. Produktnamnet ”Torx” anspelar på engelskans torque (vridmoment).

## Dimensioner
Storleken anger avståndet från hörn till hörn (på en mejsel/bits - hålet är något större).
| T1  | 0,81 mm | T25  | 4,43 mm  |
| T2  | 0,93 mm | T27  | 4,99 mm  |
| T3  | 1,10 mm | T30  | 5,52 mm  |
| T4  | 1,28 mm | T40  | 6,65 mm  |
| T5  | 1,42 mm | T45  | 7,82 mm  |
| T6  | 1,70 mm | T50  | 8,83 mm  |
| T7  | 1,99 mm | T55  | 11,22 mm |
| T8  | 2,31 mm | T60  | 13,25 mm |
| T9  | 2,50 mm | T70  | 15,51 mm |
| T10 | 2,74 mm | T80  | 17,54 mm |
| T15 | 3,27 mm | T90  | 19,92 mm |
| T20 | 3,86 mm | T100 | 22,13 mm |

## Variationer

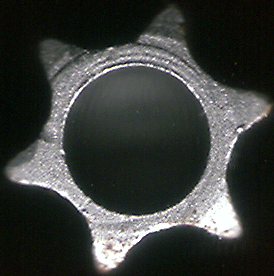
Torx TR bit

Torx TR har ett styrhål i mitten av skruvmejseln/bitsen som passar för den styrstav som skruvhuvudet har i mitten för att förhindra att standard-Torx-bits används. Andra namn på engelska är Security Torx, Tamper-Resistant Torx (därav TR) och pin-in-Torx.
Torx Plus, introducerad runt 1990 av Textron, är en vidareutveckling av Torx där tänderna är mer fyrkantiga än den vanliga rundade formen. Detta tillåter överföring av högre moment samt minskar risken för att skruvmejseln/bitset "hoppar ur". Standard-Torx-bits kan användas till Torx Plus-skruvar men med reducerad momentöverföring. Torx Plus-bits kan dock inte användas till standard-Torx-skruvar.
Torx TS är en vidareutveckling av Torx Plus. TS är femuddig med styrstav i mitten.